# Municipio de Zapotlán del Rey
El municipio de Zapotlán del Rey es un municipio de la Región Ciénega del estado de Jalisco, México. Su cabecera es la localidad de Zapotlán del Rey.

## Toponimia
Zapotlán se deriva del vocablo náhuatl Tzapotlan, que significa 'lugar donde abundan los zapotes'.

## Historia
La región a la llegada de los conquistadores estuvo habitada por tribus tecuexes, nahuas y su dialecto era el tepecuexe. Se desconoce la fecha de su fundación. Su población primitiva se asentaba al noroeste de la actual población en el cerro denominado «La Coronita».
En 1529, Nuño de Guzmán envía a Pedro Almíndez Chirino a conquistar la región oriente y norte. Chirinos llega a Tzapotlán y por ser día onomástico del rey España le nombró Zapotlán del Rey, nombre que perdura hasta nuestros días. Como muestra de su paso por esta población, colocó una cruz de madera en el lugar en que hoy está situado el atrio de la iglesia parroquial. En 1537, llega el encomendero don Jorge Simón de Verapaz, quien quería obligar a un grupo de nativos a que fueran a fundar Santa Mónica de La Barca en tierra de Chicnahuatenco. Pero se resistieron, así que Jorge Simón tuvo la idea de incendiar el barrio de Tepeltac para obligar a los indígenas a emigrar. El grupo que fue a fundar La Barca se distinguía por su indumentaria de múltiples colores y por ir tocando un instrumento llamado chirimí. Después de la conquista, esta población siguió bajo las autoridades de los encomendadores españoles con la esclavitud y maltrato conocido. El 11 de noviembre de 1810, pasó por esta población el libertador Miguel Hidalgo con su ejército que venía del triunfo obtenido en el monte de las Cruces y se dirigía a Guadalajara para unirse con el insurgente José Antonio Torres, que tomó la ciudad.
En 1888, pertenece a Tototlán y en 1890 es comisaría de esa misma municipalidad con categoría de pueblo. Perteneció al 3.er cantón de La Barca. Por decreto número 1542, el 9 de enero de 1913, Zapotlán del Rey fue elevado a la categoría de municipio.
En años recientes se volvió un municipio popular debido a sus múltiples avistamientos de supuestos seres extraterrestres cerca de la Escuela Secundaria Técnica n.º 95 y granjas cercanas.

## Escudo

### Descripción
Es un escudo de forma francesa y tajada.
En el primer cantón se aprecia un paisaje donde destaca al fondo el cerro de la coronita así como un árbol de zapote debajo del cual aparece la inscripción: tzapotl = zapote, tlan = lugar. En primer plano se observa un escritorio sobre el cual hay un libro abierto y un tintero con pluma.
En el segundo cantón ostenta las figuras de una mazorca de maíz, una espiga de trigo, un toro, una vaca, un tractor en marcha sobre los surcos de un campo.
En la bordura de color dorado aparece la leyenda: DEMOCRACIA, CULTURA, PROGRESO.
Por timbre, un águila bicéfala de color café, que porta una corona dorada incrustada de gemas.
En sus garras el ave sostiene una cinta dorada donde se lee el nombre oficial de la municipalidad de ZAPOTLÁN DEL REY.
El escudo fue diseñado por el ingeniero Abel Morales Villaseñor y el ciudadano José Martín Solís Godínez.

### Significado
El emblema que representa a este municipio contiene en su cuerpo elementos que lo distinguen y caracterizan en la región y en el estado.
El cerro de La Coronita alude al sitio donde se establecieron los primeros habitantes de Zapotlán quienes pertenecían a los pueblos tecuexes nahoas. En la época prehispánica este pueblo pertenecía al tlatoanazgo de Coinan.
El árbol de zapote y los vocablos tzapotl ('zapote') y tlan ('lugar') son la representación gráfica de lo que significa el nombre del municipio, pues la palabra Zapotlán se traduce como 'lugar donde abundan los zapotes', 'lugar de zapotes' o 'junto a los zapotes'.
El libro y el tintero con pluma sobre el escritorio simbolizan la educación como uno de los valores fundamentales para los habitantes de esta municipalidad.
Los productos agrícolas, los ejemplares bovinos y el tractor cultivando el campo representan al ramo agropecuario como el principal sector económico del municipio.
La inscripción de la bordura es el lema que distingue a los oriundos de Zapotlán Del Rey.
El águila bicéfala, la corona y la cinta dorada aluden a la conquista española de este lugar, en 1529, por Pedro Almindez Chirinos. El día que Chirinos llegó a Tzapotlán era la fecha del onomástico del rey de España, por lo que, en honor del monarca, nombró a este lugar Zapotlán del Rey, denominación que perdura hasta nuestros días.
Los colores oficiales del escudo son café, verdes y dorados.

## Ubicación geográfica

### Ubicación
Zapotlán del Rey se localiza al sureste de Jalisco, entre las coordenadas 20°24′0″ a 20°34′00″ de latitud norte y 102°45′30″ a 103°04′30″ de longitud oeste; a una altitud de 1550 m s. n. m.
El municipio colinda al norte con los municipios de Zapotlanejo y Tototlán; al este con los municipios de Tototlán y Ocotlán; al sur con los municipios de Ocotlán y Poncitlán; al oeste con los municipios de Poncitlán, Juanacatlán y Zapotlanejo.

### Topografía
Su superficie está conformada por zonas planas (53 %), zonas accidentadas (27 %) y zonas semiplanas (20 %).
Suelos. El territorio está conformado por terrenos que pertenecen al período Cuaternario. El subsuelo está formado por rocas extrusivas ácidas, brecha volcánica y toba en las partes altas; en los cerros y lomas de las tierras bajas hay conglomerados, areniscas y suelos de formación lacustre. En las lomas y laderas la composición de los suelos es de tipos predominantes Feozem Háplico y Lúvico, asociados con Vertisol Pélico; en las partes bajas hay Luvisol Férrico con Planosol Eutrico.
Superficie. El municipio tiene una superficie territorial de 32 090 ha (hectáreas), de las cuales 9727 son utilizadas con fines agrícolas, 17 252 en la actividad pecuaria, 2900 son de uso forestal, 221 son de suelo urbano, y 1990 hectáreas tienen otro uso. En lo que a la propiedad se refiere, una extensión de 13 942 hectáreas es privada y otra de 15 076 es ejidal; 3072 hectáreas son propiedad comunal.

### Hidrografía
Sus recursos hidrológicos son proporcionados por el río Santiago, que proviene del oeste. En la región central del municipio se encuentra la presa La Colonia y hacia el norte, el manantial Rincón de Chila. Existen además los arroyos: Agua Caliente, Cañada de Chila, El Sauz, Tepehuaje, Rincón de la Cañada, Agua Fría, Los Sabinos, Ladronera Prieto, y Humarán. También se encuentran los manantiales: Agua Caliente, Zapotlán y Cañada, así como las presas: La Cañada y Chila.

### Clima
El clima es semiseco; inviernos y primavera secos y semicálidos. Sin cambio térmico invernal bien definido. La temperatura media anual es de 20.1 °C (grados Celsius), con máxima de 28.1 °C y mínima de 12.6 °C. Cuenta con una precipitación media de 819.1 mm (milímetros). El promedio anual de días con heladas es de 12. Los vientos dominantes son en dirección del oeste en los meses de enero a mayo, y del este en los meses de junio a diciembre.

### Flora y fauna
Su vegetación se compone básicamente de pino, encino, pastos naturales, palo dulce colorado y tepehuaje, sin llegar a construir zonas boscosas.
El venado, el conejo, la liebre, la ardilla, algunos reptiles y especies menores, además de gran variedad de aves, habitan en esta región.

## Demografía

### Localidades
En el censo de 2020 el municipio de Zapotlán del Rey contaba con 58 localidades.
| Código INEGI      | Localidad             | Población (2020) |
| ----------------- | --------------------- | ---------------- |
| 141230001         | Zapotlán del Rey      | 3 330            |
| 141230041         | Santiago Totolimixpan | 3 080            |
| 141230003         | Ahuatlán              | 2 471            |
| 141230029         | Otatlán               | 1 266            |
| 141230046         | Tecualtitán           | 1 190            |
| Otras localidades | Otras localidades     | 7 942            |
| Total municipal   | Total municipal       | 19 279           |

## Economía

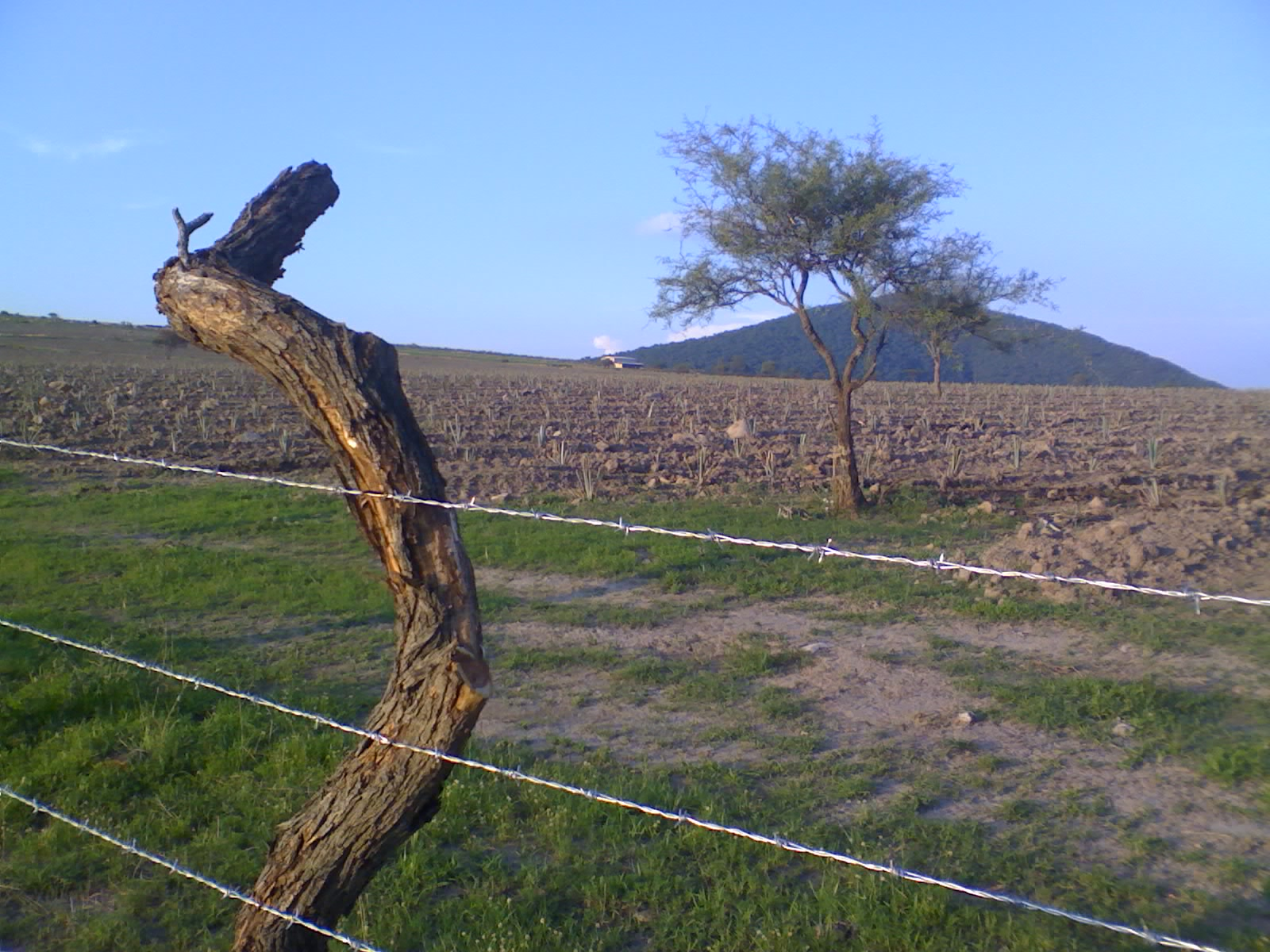
Cultivo de Agave, al norte de «El Salto».

Ganadería. Se cría ganado bovino, equino, caprino y porcino. Además de colmenas.
Agricultura. Destacan el maíz, sorgo, trigo, garbanzo y agave.
Comercio. Predominan los establecimientos dedicados a la venta de productos de primera necesidad y los comercios mixtos que venden artículos diversos.
Industria. La principal actividad industrial es la manufacturera. En el municipio hay una destiladora y embotelladora de tequila llamada Destiladora de Agave Hacienda Los Huajes.
Servicios. Se prestan servicios técnicos, comunales, sociales, personales, administrativos y de mantenimiento.

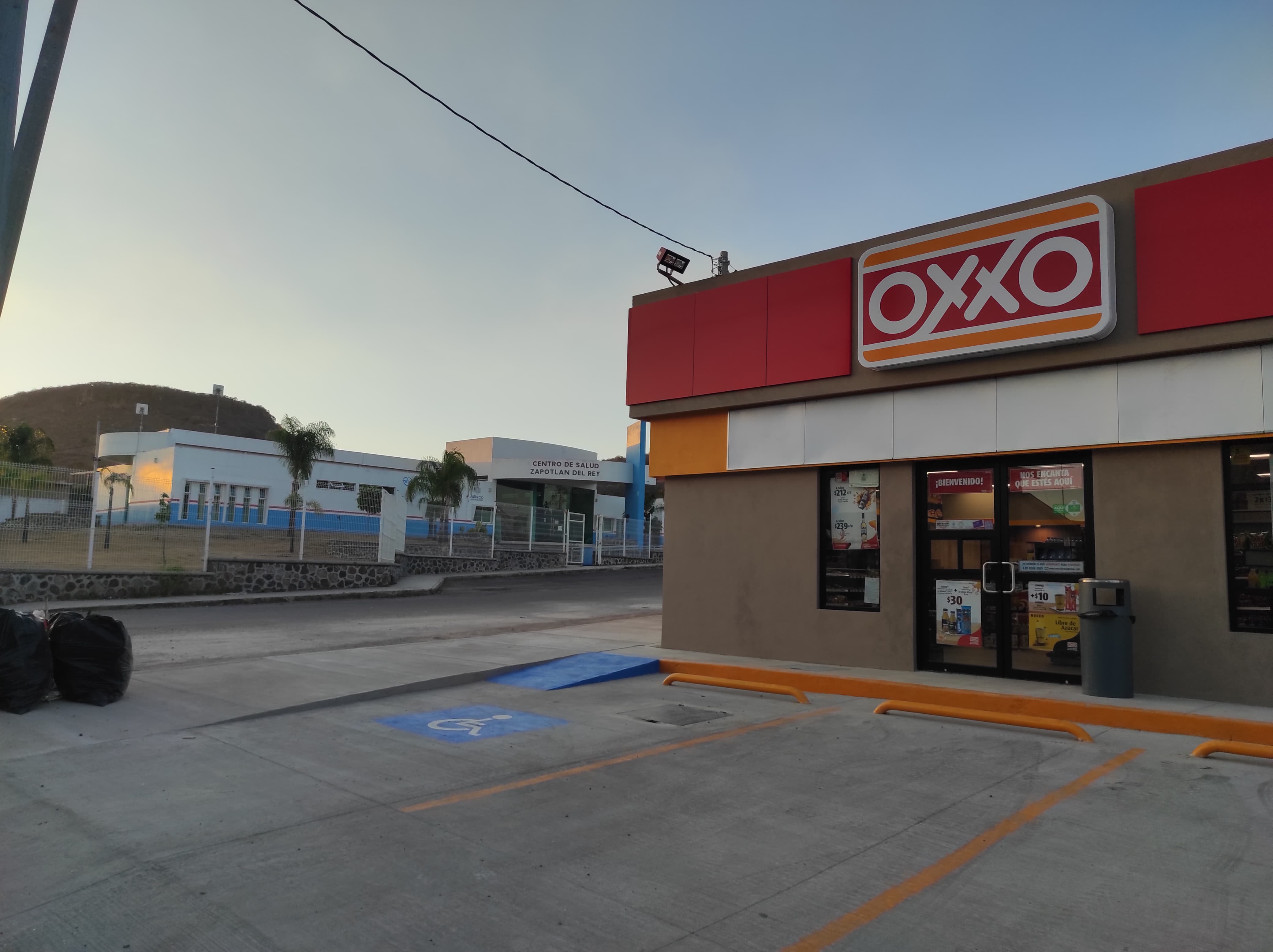
La primera sucursal de las cadenas Oxxo en el municipio.

El 26 de marzo de 2024 finalmente se dio la apertura de la primera sucursal de las tiendas de conveniencia Oxxo.

## Medios de comunicación
Existe un medio de comunicación llamado El Informativo de Zapotlán del Rey.

## Educación
Cuenta con educación básica y media básica: preescolar, primaria, secundarias, y una preparatoria de la UdeG. Se destaca la Escuela Secundaria Técnica n.º 95.

## Gobierno

### Presidentes municipales
| Período               | Presidente municipal            | Partido político | Notas                              |
| --------------------- | ------------------------------- | ---------------- | ---------------------------------- |
| 01/01/1983-31/12/1985 | Álvaro Maldonado Flores         | PRI              |                                    |
| 01/01/1986-31/12/1988 | Raúl Hernández Hernández        | PRI              |                                    |
| 01/01/1989-1992       | Jaime Castellanos Flores        | PRI              |                                    |
| 1992-1993             | J. Jesús Castellanos Plascencia | PRI              |                                    |
| 1993-1995             | Rosalío González Guerrero       | PRI              |                                    |
| 01/01/1995-31/12/1997 | Silverio Anaya Baldovinos       | PRI              |                                    |
| 01/01/1998-31/12/2000 | J. Merced García Gama           | PRI              |                                    |
| 01/01/2001-31/12/2003 | Juan Flores Ramírez             | PRI              |                                    |
| 01/01/2004-¿?/04/2006 | Gumercindo Castellanos Flores   | PAN              |                                    |
| ¿?/04/2006-31/12/2006 | Hugo Armando Escobar Sahagún    | PAN              | Interino                           |
| 01/01/2007-31/12/2009 | Daniel Nápoles Herrera          | PRI              |                                    |
| 01/01/2010-30/09/2012 | Carlos Omar Godínez Nápoles     | PAN              |                                    |
| 01/10/2012-30/09/2015 | J. Jesús Cuevas García          | PRI PVEM         | Coalición "Compromiso por Jalisco" |
| 01/10/2015-30/09/2018 | Celso Flores Hernández          | PRD              |                                    |
| 01/10/2018-30/09/2021 | Saúl Padilla Gutiérrez          | PVEM             |                                    |
| 01/10/2021-30/09/2024 | Saúl Padilla Gutiérrez          | MC               | Presidente municipal reelecto      |
| 01/10/2024-           | Juan Manuel Godínez Padilla     | MC               |                                    |

## Turismo
Arquitectura
- Exhaciendas

Artesanías

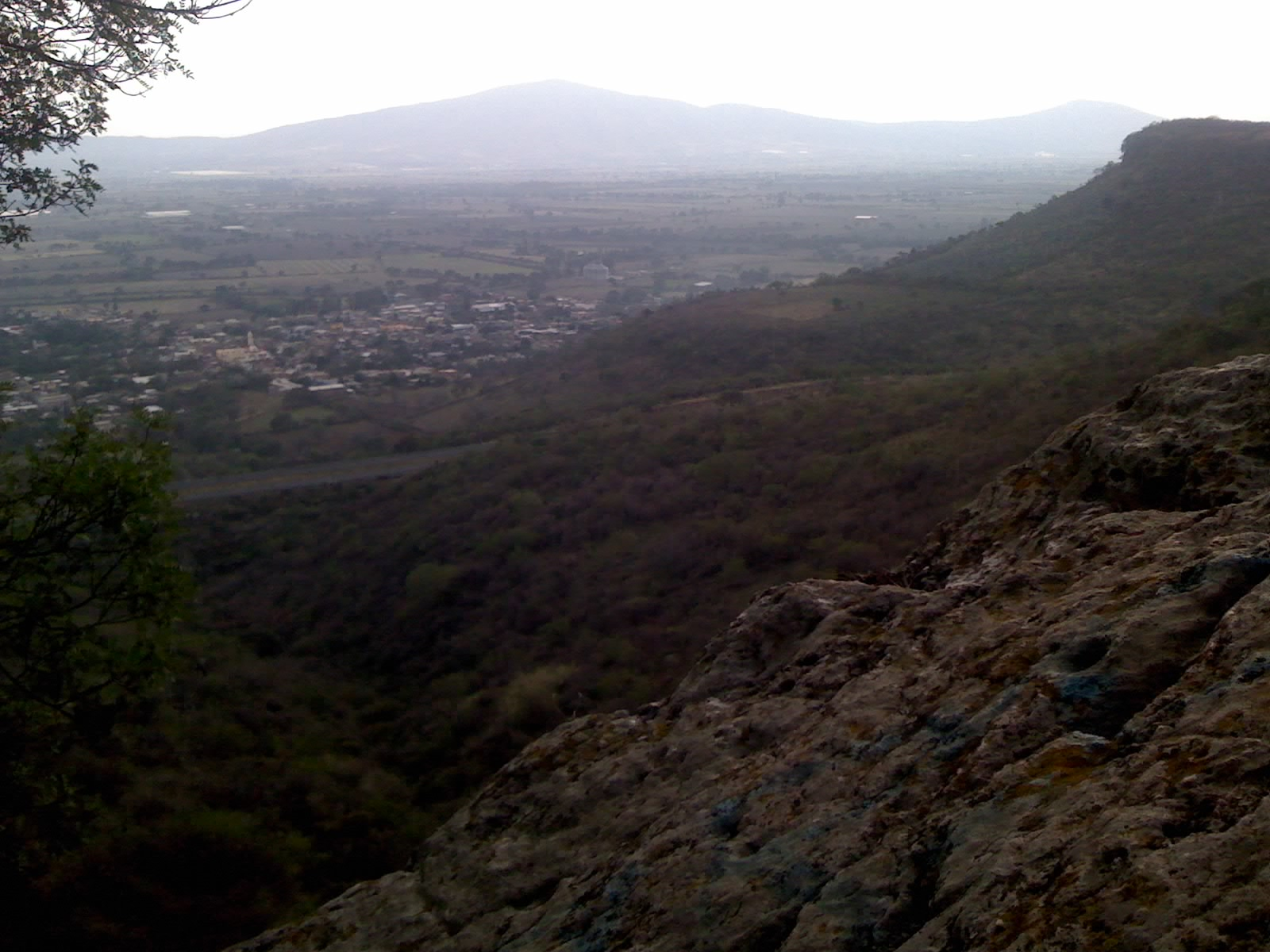
Vista desde "El Salto", un día nublado.

- Elaboración de: textiles, madera tallada, muebles de tule, cerámica y ebanistería.

Balnearios
- Parque Agua Caliente - Los Pocitos
- El Tanque de la Cañada
- Agua Caliente del Tejocote

Iglesias
- Parroquia de La Santísima Trinidad

Parques y reservas
- Parque Agua Caliente - Los Pocitos
- Cerro El Salto
- Mirador en el Cerro Grande
- Los Sabinos de Chila
- Agua Caliente del Tejocote

## Fiestas y tradiciones
Fiestas civiles
- Aniversario de la fundación. 15 de enero.

Fiestas religiosas

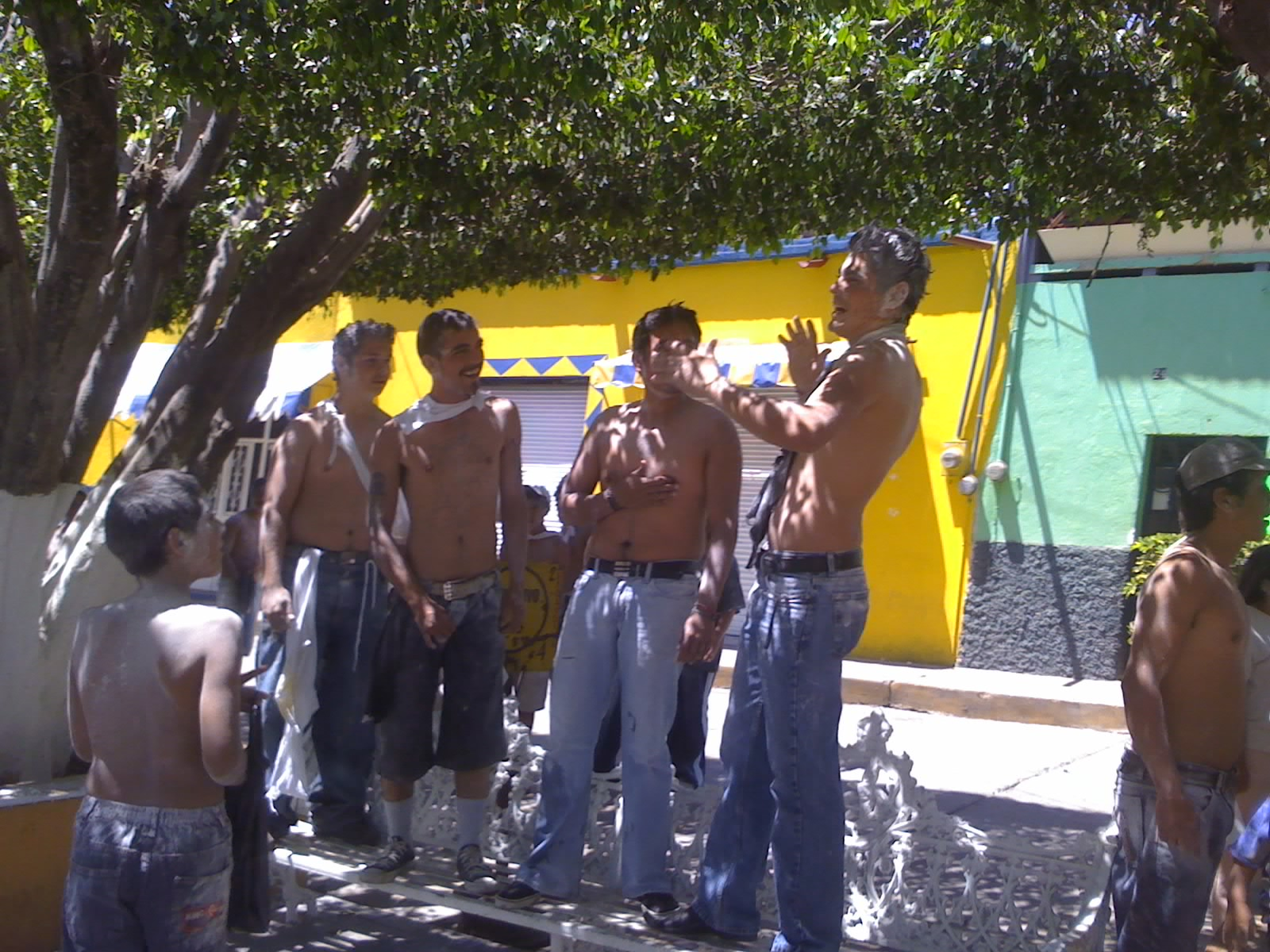
En la «Quema de Judas» la gente recorre todo el pueblo con la banda, mientras se hacen guerritas con harina y huevos, termina en la plaza al quemar un muñeco de Judas con «buscapiés».

- El encuentro del Niño-Virgen. El 17 de octubre.
- Fiesta en honor de Nuestra Señora del Socorro. Último domingo de octubre.
- Tradicional Quema de Judas.